# Парамоновська сільська рада
Парамо́новська сільська рада (рос. Парамоновский сельский совет) — сільське поселення у складі Альменєвського району Курганської області Росії.
Адміністративний центр — село Парамоново.
Населення сільського поселення становить 369 осіб (2017; 442 у 2010, 606 у 2002).

## Склад
До складу сільського поселення входять:
| Населений пункт   | Населення, осіб (2002) | Населення, осіб (2010) |
| ----------------- | ---------------------- | ---------------------- |
| Парамоново, село  | 473                    | 331                    |
| Убаліна, присілок | 133                    | 111                    |